# Ariane James-Sarazin
Pour les articles homonymes, voir James et Sarazin.
Ariane James-Sarazin (née le 24 juin 1971 à Toulouse) est une archiviste et conservatrice générale du Patrimoine française. Historienne de l'art, elle est une spécialiste du portraitiste Hyacinthe Rigaud.

## Biographie
Élève à l'École nationale des chartes, Ariane James-Sarazin devient archiviste paléographe en 1995 avec une thèse consacrée au portraitiste Hyacinthe Rigaud (1659-1743) sous la direction de Bertrand Jestaz. Elle reçoit concomitamment le prix Lasalle-Serbat.
Elle entre à l'École nationale du patrimoine (aujourd'hui Institut national du patrimoine) et devient conservatrice du patrimoine, spécialité "archives" 1996.
Elle soutient une thèse de doctorat, en 2003, à l'École pratique des hautes études sur la vie et la carrière de Hyacinthe Rigaud, avec le premier état du catalogue raisonné de son œuvre peint, dessiné et gravé, sous la direction de M. Bertrand Jestaz, Paris, EPHE, 2003, 2 300 pages, 10 volumes. Monographie de l'artiste incluant sa vie, une nouvelle édition de ses livres de comptes, le catalogue raisonné de son œuvre peint, gravé et dessiné et l'édition de nombreux documents en partie inédits.
Conservatrice en chef du patrimoine, elle exerce d'abord les fonctions d'adjointe à la directrice de la Maison de la mémoire de la Ve République, puis dirige le département de l'action culturelle et éducative aux Archives nationales et le musée de l'Histoire de France.
Elle dirige ensuite le service des expositions de la Bibliothèque nationale de France, de 2009 à 2012.
Elle est nommée le 15 octobre 2012 directrice des cinq musées d'arts et d'histoire de la ville d'Angers (musée des beaux-arts, galerie David d'Angers, le musée Jean-Lurçat et de la Tapisserie contemporaine, le musée-château de Villevêque et le musée Pincé). Au terme de ses trois ans réglementaires de détachement, la nouvelle équipe municipale d'Angers décide de ne pas renouveler celui-ci. La ministre de la Culture la fait chevalier des arts et lettres en septembre 2016 pour son action à Angers.
En septembre 2017, elle rejoint l'Institut national d'Histoire de l'Art, comme conseillère scientifique.
Depuis le 3 avril 2018, elle occupe le poste de directrice-adjointe du musée de l'Armée à l'Hôtel national des Invalides à Paris en remplacement de David Guillet. Elle pilote la réorganisation de l'établissement et son extension future à l'horizon 2025, tout en poursuivant la politique d'acquisitions et d'expositions.

### Vie privée
Elle est l'épouse de Jean-Yves Sarazin, décédé en 2016.

## Ouvrages
- Les petits guides des Archives. Les Archives s'exposent, guide de la conception et de la réalisation des expositions temporaires en archives, publié par l'Association des archivistes français, 2009
- Répertoire numérique détaillé du fonds national du Parti socialiste unifié aux Archives nationales, Paris, CHAN, 1999
- Répertoire numérique de la série Y “Etablissements pénitentiaires (1800-1940) des Archives départementales des Pyrénées-Orientales, 1998
- Répertoire numérique partiel des archives de la direction générale de la RATP (1898-1995), 1996.
- Quel musée d'histoire pour la France ? en compagnie de Jean-Pierre Babelon, Jean-Didier Wagneur, Isabelle Backouche, Eric Dussert, Vincent Duclert, Alain Deschodt et de nombreux auteurs invités, Paris, Armand Colin, coll. Éléments de réponse, 2011, 192 p.